# هانس ماير (ممثل)
هانس ماير (بالإنجليزية: Hans Meyer)‏ هو ممثل جنوب أفريقي، ولد في 21 يوليو 1925 في جنوب أفريقيا.

## أعمال

### أفلام
- (1975) باري ليندون
- (1997) فريق مزدوج
- (2001) أخوة الذئاب[4]

## وصلات خارجية
- هانس ماير على موقع IMDb (الإنجليزية)
- هانس ماير على موقع ألو سيني (الفرنسية)
- هانس ماير على موقع أول موفي (الإنجليزية)
- هانس ماير على موقع قاعدة بيانات الأفلام السويدية (السويدية)
- هانس ماير على موقع قاعدة بيانات الفيلم (الإنجليزية)
- هانس ماير على موقع كينوبويسك (الروسية)